# چانگ جونگ-سون
چانگ جونگ-سون (انگلیسی: Chung Jong-son؛ زادهٔ ۲۰ مارس ۱۹۶۶) بازیکن سابق و مربی فوتبال اهل کره جنوبی است.
از باشگاه‌هایی که در آن بازی کرده‌است می‌توان به باشگاه فوتبال اولسان هیوندای، باشگاه فوتبال سئول، باشگاه فوتبال چونبوک هیوندای موتورز، و باشگاه فوتبال پوهانگ استیلرز اشاره کرد.
وی همچنین در تیم ملی فوتبال کره جنوبی بازی کرده‌است.